# Моя Родина
«Моя Родина» — фильм режиссёров Иосифа Хейфица и Александра Зархи, снятый в 1933 году на Ленинградской фабрике Роскино (СССР). Один из первых советских звуковых фильмов. Имел также рабочие названия «Мост» и «Люди ОКДВА». Сюжет основан на событиях 1929 года, связанных с многочисленными провокациями на КВЖД и последовавшим вооружённым конфликтом между СССР и Китайской Республикой под руководством Чана Кайши. Вскоре после выпуска на экран был запрещён.

## Сюжет
Молодой китайский батрак Ван-босяк (Хайдаров) после работы возвращается в ночлежный дом, кров в котором с обессиленными крестьянами делят курильщики опиума, проститутки, домашний скот. Нагрянувший военный караул вербует Вана в армию Гоминьдана. В это время на советской пограничной заставе красноармейцы Васька (Мельников) и «Малютка» (Назаренко) разучивают китайские фразы о классовом единстве с крестьянами Маньчжурии. Вечером Василий заступает в наряд и попадает в плен к полубандитскому соединению китайских военных и примкнувшим к ним несмирившимся белым офицерам. Молодой солдат Ван-босяк, как и другие принимавший участие в грабеже мирной деревни, становится свидетелем жестокого допроса Василия капитаном Алябьевым (Жаков).
Китайская армия начинает прямое вторжение на территорию СССР с атаки приграничного моста. Несколько красноармейцев ценой собственных жизней удерживают позиции. Массированное контрнаступление советских войск отбрасывает врага. Ван-босяк среди многих китайских солдат попадает в плен, где видит принципиально иное, гуманное отношение к захваченному противнику. После ужина он сталкивается с офицером своей части, который, демонстрируя самые дружеские и равные отношения, уговаривает Вана помочь ему бежать. Но, оказавшись на свободе, восстанавливает дистанцию и требует покорного подчинения. В ходе возникшей стычки Ван-босяк убивает офицера и возвращается в расположение Красной армии.
В ходе молниеносной операции подразделения советских войск занимают несколько приграничных населённых пунктов и после подписания Хабаровского протокола победоносно возвращаются к местам постоянной дислокации. Китайские крестьяне и батраки, среди которых и Ван-босяк, провожают их как братьев.

## В ролях
- Александр Мельников — Васька
- Янина Жеймо — Оля
- Геннадий Мичурин — командир роты
- Бори Хайдаров — Ван-босяк
- Константин Назаренко — «Малютка»
- Олег Жаков — капитан Алябьев
- Юй Фа-Шоу — маньчжурский офицер
- Людмила Семёнова — проститутка Людмила

## Запрет проката
Картина была выпущена в прокат в конце февраля 1933 года — к пятнадцатилетию Красной армии. Ему сопутствовал шумный успех и хвалебные отзывы практически во всех газетах.
Но прокат продолжался не более одного месяца. В соответствии с существующими официальными документами она была запрещена по указанию К. Е. Ворошилова на основании ходатайства ряда военачальников и политических деятелей, включая Серго Орджоникидзе, который 9 апреля 1933 года писал Наркому ВиМД:

Благодарю тебя за запрещение картины «Моя родина», о котором я просил тебя два раза. Она безусловно позорила Красную армию. Авторам этой картины вообще не нужно поручать такие вещи: они о достоинствах и чести Красной армии не имеют ни малейшего понятия. Серго.— РГАСПИ. Ф. 74. Оп. 2. Д. 43. Л. 60-63.
Ещё за несколько дней до этого А. Стецкий, руководивший отделом агитации и пропаганды ЦК ВКПб, обвинил в политических ошибках руководителей Главной репертуарной комиссии, по вине которой, по его мнению, и была допущена демонстрация ряда «вредных» фильмов. 7 апреля Оргбюро ЦК после обсуждения вопроса «О картине „Моя родина“» приняло решение возобновить «практику предварительного рассмотрения сценариев и кинокартин, с последующим утверждением каждой кинокартины Оргбюро ЦК» (РГАСПИ. Ф. 17. Оп. 114. Д. 435. Л. 79-80).
По утверждению режиссёра И. Хейфица, передающего слова заместителя Главного политического управления РККА, фильм был запрещён лично И. Сталиным, усмотревшим несоответствие его недавнего высказывания («на удар поджигателей войны мы ответим тройным ударом») и отражённым в ленте действиям Красной армии, мягкость которых он назвал толстовством.
Наконец, одним из поводов к запрету явилось великолепное воплощение Людмилой Семёновой привлекательного образа русской проститутки в Харбине. В своих воспоминаниях она утверждает, что один известный красный командир заявил: «В фильме эта проститутка заслонила собой всю Красную Армию». Данный факт никаких официальных подтверждений не имеет и остаётся литературно-кинематографической легендой.